# Dípéndra
Dípéndra Bír Bikram Šáh (27. června 1971 – 4. června 2001) byl členem nepálské královské rodiny, který se stal králem Nepálu mezi 1.–4. červnem 2001.
Absolvoval prestižní britskou internátní školu Eton College. V době, kdy byl korunním princem, pod vlivem alkoholu a drog vyvraždil značnou část královské rodiny včetně předchozího krále Biréndry (svého otce) a jeho ženy Aišvarji a poté namířil zbraň proti sobě. Motivem jeho činu byl údajně spor s rodiči o jeho vztahu s Dévjání z dynastie Ránů, se kterou se chtěl oženit. Po smrti svého otce 1. června 2001 byl Dípéndra jmenován Státní radou ve shodě s ústavou nepálským králem. Jako regent byl stanoven jeho strýc Gjánéndra. po třech dnech ve vojenské nemocnici, které strávil v kómatu, však podlehl svým zraněním a o několik hodin později se Gjánéndra stal králem.
| Nepálský král                       | Nepálský král | Nepálský král                           |
| ----------------------------------- | ------------- | --------------------------------------- |
| Předchůdce: Biréndra Bír Bikram Šáh | 2001 Dípéndra | Nástupce: Gjánéndra Bír Bikram Šáh Déva |